# Марк Юний Брут (претор 140 пр.н.е.)
Вижте пояснителната страница за други личности с името Марк Юний Брут.
Марк Юний Брут (на латински: Marcus Junius Brutus) e политик, сенатор и юрист на Римската република и прародител на Марк Юний Брут, убиецът на Цезар.

## Биография
Произлиза от клон Брут на фамилията Юнии. Син е на консула от 178 пр.н.е. Марк Юний Брут. По-голям брат е на Децим Юний Брут Калаик (консул 138 пр.н.е.), който е дядо на Децим Брут, който е в групата на заговорниците против Цезар през 44 пр.н.е. Той е прародител на Марк Юний Брут (военен трибун 83 пр.н.е.), бащата на Марк Юний Брут, убиецът на Цезар.
Марк Брут става претор през 140 пр.н.е. Той е един от създателите на римското цивилно право (частно право) с Муций и Манилий. Бележка на Помпоний съобщава:
| „ | Post hos fuerunt P. Mucius, et Manilius et Brutus, qui ftmdaverunt jus civile. Ex Ms P. Mucius etiam decem libellos reliquitj septem Manilius, Brutus tres. Illi duo consulares fuerunt, Brutus praetorius, P. autem Mucius etiam pontifex maximus. | “ |

## Деца
- Марк Юний Брут, става известен като обвинител след 114 пр.н.е.); баща на
  - Марк Юний Брут (претор 88 пр.н.е.; † 82 пр.н.е.); баща на
    - Марк Юний Брут Старши (военен трибун 83 пр.н.е.), първи съпруг на Сервилия Цепионис и баща на
      - Марк Юний Брут Младши (убиецът на Цезар)